# Louis-François de Vivet de Montclus
Louis-François de Vivet de Montclus, marquis de Montclus et de Montpezat (1687 à Nîmes - 21 juillet 1755, Alès) est un prélat, évêque de Saint-Brieuc et d'Alais.

## Biographie
Originaire du diocèse de Nîmes, il est le fils de Jacques († 1715) président de la Cour des comptes de Montpellier. Destiné à l'Église, il est pourvu comme abbé commendataire de l'abbaye de Saint-Gilles et de l'abbaye de Franquevaux dans l'actuel département du Gard. Il est désigné comme évêque de Saint-Brieuc le 20 octobre 1727, confirmé le 8 mars 1728 et consacré le 9 mai suivant par François Firmin Trudaine évêque de Senlis. Il reçoit en commende en 1729  l'abbaye de Beauport en Bretagne. Il est très actif dans son diocèse contre les jansénistes et favorise les Sœurs du Saint-Esprit, une congrégation enseignante . 
Il est cependant nommé le 13 septembre 1744 évêque d'Alais lorsque Charles de Bannes d'Avéjan meurt et il résigne son précédent siège le 1er décembre. Il est confirmé le 18 décembre 1744. Dans son nouveau diocèse, il continue à combattre le jansénisme, œuvre à la conversion des calvinistes et poursuit son épiscopat jusqu'à son propre décès le 21 juillet 1755 à Alais.